# Чаван, Яшвантрао
Яшвантрао Чаван (англ. Yashwantrao Chavan, хинди यशवंतराव चौहान; 12 марта 1913, Карад, Бомбейское президентство, Британская Индия — 25 ноября 1984, Нью-Дели, Индия) — индийский государственный деятель. Занимал должность заместителя премьер-министра Индии с 28 июля 1979 по 14 января 1980 года.

## Биография
Родился 12 марта 1913 года в небольшом городе Караде. В 1932 году отсидел в тюрьме 18 месяцев за то, что размахивал индийским флагом в Сатаре. В 1938 году закончил Мумбайский университет, получив диплом политолога. В 1946 году был избран членом законодательного собрания штата Бомбей. С 1 мая 1960 по 14 ноября 1962 года Яшвантрао был главным министром штата Махараштра, с 14 ноября 1962 по 13 ноября 1966 года — министр обороны Индии, с 10 октября 1974 по 24 марта 1977 года — министр иностранных дел Индии. Скончался 25 ноября 1984 года в Нью-Дели.